# Vittoria Tesi
Vittoria Tesi Tramontini coneguda com "La Fiorentina" o "La Moretta" (Florència, Toscana, 13 de febrer de 1701 - Viena, 9 de maig de 1775) fou una cantant d'òpera italiana (i posteriorment professora de cant) del segle xviii. La seva corda vocal era la de contralt. Es considera "la primera cantant negra important de la història de la música occidental".

## Biografia
Filla d'un lacai d'origen africà que estava al servei del famós castrat florentí Francesco de Castris (vers 1650-1724), tingué per mestres Francesco Redi a Florència, i Francesco Campeggi i Antonio Bernacchi a Bolonya, on la seva família es va traslladar el 1715. La seva carrera operística va començar amb actuacions a Parma i Bolonya el 1716. El 1718 era "virtuosa de cambra" del Príncep de Parma a Venècia. L'any següent va ser a Dresden on va cantar per a Antonio Lotti al costat de Senesino i Margherita Durastanti. El 1721 va marxar de nou a Itàlia, on hauria romàs durant els pròxims vint-i-sis anys, amb actuacions a l'estranger limitades a una temporada a Madrid el 1739-1740. A Itàlia va actuar a Venècia, Milà, Torí i en moltes altres ciutats grans i petites al Centre Nord, així com a Nàpols, molt sovint, del 1724 al 1732, al costat de Farinelli. La seva carrera va arribar al seu punt més alt entre les dècades de 1730 i 1740: el 1737 va participar en la inauguració del Teatro San Carlo de Nàpols, interpretant el paper en travesti del protagonista d'Achille in Sciro de Domenico Sarro; el 1744 va interpretar el paper principal a Ipermestra de Christoph Willibald Gluck a Venècia; el 1748 es va mudar permanentment a Viena i va participar en la inauguració del Burgtheater assumint la part principal a Semiramide riconosciuta, novament de Gluck, amb un llibret de Pietro Metastasio. Aquest treball va persuadir a Metastasio dels mèrits de "La Fiorentina", dels quals es va dir que anteriorment no hauria estat entusiasta. «La Tesi —escrivia el poeta— recita d'una manera que m'ha sorprès, així com a tota la humanitat de Viena, d'ambdós sexes»,
Després de reeixides representacions a Achille in Sciro i Didone abbandonata de Niccolò Jommelli (1749), tots dos sobre llibrets de Metastasio, i una temporada molt ocupada el 1750, Tesi va començar a retirar-se de l'escena. El 1751 es va convertir en directora de vestuari del Burgtheater. Ensenyà cant durant molts anys sota la protecció del príncep Josep de Saxònia-Hildburghausen, al palau vienès del qual es va instal·lar permanentment fins a la seva mort el 1775. Entre els seus alumnes es trobaven Caterina Gabrielli i Elisabeth Teyber.
Sara i Ange Goudar (1708-1791?) la van qualificar de "potser la primera actriu que recita així de bé cantant malament", mentre que tant Johann Joachim Quantz com Charles Burney van lloar la seva capacitat d'actuar, però també la profunda veu de contralt i el domini de l'art de cantar, encara que sense presumir de virtuosisme. Segons Esteban de Arteaga (1747-1799) i Giovanni Battista Mancini, Tesi va ser, de molt, la millor cantant-actriu del segle xviii.